# Paulina Jackowiak
Paulina Maria Jackowiak – polska biochemik, pracownik naukowy Instytutu Chemii Bioorganicznej PAN, gdzie kieruje Pracownią Analiz Pojedynczych Komórek.

## Życiorys
W 2010 r. obroniła rozprawę doktorską pt. „Identyfikacja czynników kształtujących strukturę populacji wirusowej w przebiegu przewlekłego zapalenia wątroby typu C” (promotor: prof. Marek Figlerowicz). Stopień doktora habilitowanego nauk biologicznych uzyskała w 2019 r. na podstawie pracy pt. Identyfikacja fragmentów RNA w wybranych układach eukariotycznych oraz charakterystyka zidentyfikowanych cząsteczek w kontekście ich biogenezy i potencjału funkcjonalnego. W 2023 została odznaczona Srebrnym Krzyżem Zasługi.

## Projekty badawcze
Kierowane projekty badacze finansowane przez Narodowe Centrum Nauki:
- Stworzenie nowego warsztatu umożliwiającego kompleksową analizę degradomu RNA – opracowanie innowacyjnych metod identyfikacji degradantów RNA oraz oceny ich potencjału funkcjonalnego (SONATA 3; 2013–2016)
- Kompleksowa analiza transkryptomu Schmidtea mediterranea – identyfikacja niekodujących RNA zaangażowanych w rozwój linii komórkowych podczas regeneracji (OPUS 18; od 2020)